# Jérémy Decerle
Jérémy Decerle (ur. 1 lipca 1984 w Saint-Rémy) – francuski rolnik, działacz związkowy i polityk, przewodniczący organizacji Jeunes Agriculteurs (2016–2019), deputowany do Parlamentu Europejskiego IX kadencji.

## Życiorys
Uzyskał wykształcenie rolnicze, w latach 1999–2002 kształcił się w Lycée agricole privé Etienne Gautier Ressins. Odbył później półroczny staż w Brazylii. W wieku 24 lat przejął rodzinne gospodarstwo rolne, jako rolnik wyspecjalizował się w hodowli bydła. Zaangażowany w działalność rolniczego związku Jeunes Agriculteurs, skupiającego młodych przedsiębiorców tej branży. Przez cztery lata pełnił funkcję wiceprzewodniczącego, zaś w 2016 został wybrany na przewodniczącego tej organizacji (kierował nią do 2019).
Radny miejscowości Chevagny-sur-Guye. W wyborach w 2019 z listy zorganizowanej wokół prezydenckiego ugrupowania LREM uzyskał mandat posła do Europarlamentu IX kadencji.